# Boeing XB-38 Flying Fortress
El Boeing XB-38 Flying Fortress fue un único ejemplar de conversión de un B-17E Flying Fortress de producción, para probar si el motor en V Allison V-1710 podría sustituir al motor radial estándar Wright R-1820 durante la Segunda Guerra Mundial. 

## Diseño y desarrollo
El XB-38 fue el resultado de un proyecto de modificación que fue acometido por Boeing y Vega (una subsidiaria de Lockheed) sobre un B-17 Flying Fortress, para equiparlo con el motor en V refrigerado por líquido Allison V-1710-89. Vega le dio la designación interna Model V-140. Se entendía como una versión mejorada del B-17, y una variante que podría usarse si los motores radiales refrigerados por aire Wright R-1820 escasearan. La realización de las modificaciones tomó menos de un año, y el XB-38 realizó su primer vuelo el 19 de mayo de 1943. Sólo fue construido un prototipo, y fue desarrollado desde un bombardero B-17 existente.
A pesar de que el XB-38 desarrollaba una velocidad máxima sustancialmente mayor, su techo de vuelo era inferior. Tras unos pocos vuelos, tuvo que ser inmovilizado en tierra debido a un problema con las juntas del colector del motor por las que se escapaban gases de escape. Después de reparar este problema, las pruebas continuaron hasta el noveno vuelo el 16 de junio de 1943. Durante este vuelo, el tercer motor (el derecho interior) se incendió, y la tripulación se vio forzada a lanzarse en paracaídas. El XB-38 se destruyó y el proyecto fue cancelado, en parte debido a que los motores V-1710 eran necesarios para otros proyectos como los de los cazas Lockheed P-38 Lightning, Bell P-39 Airacobra, Curtiss P-40 Warhawk, North American P-51A Mustang, y Bell P-63 Kingcobra.

## Operadores
Estados Unidos
- Fuerzas Aéreas del Ejército de los Estados Unidos

## Especificaciones
Referencia datos: Lockheed Aircraft since 1913.

### Características generales
- Tripulación: Diez
- Longitud: 22,6 m (74 ft)
- Envergadura: 31,7 m (103,9 ft)
- Altura: 5,8 m (19,2 ft)
- Superficie alar: 131,9 m² (1419,8 ft²)
- Peso vacío: 15 762 kg (34 739,4 lb)
- Peso cargado: 25 401 kg (55 983,8 lb)
- Peso máximo al despegue: 29 030 kg (63 982,1 lb)
- Planta motriz: 4× motor lineal V-12 turbosobrealimentado refrigerado por líquido Allison V-1710-97.
  - Potencia: 1063 kW (1466 HP; 1446 CV) cada uno.

### Rendimiento
- Velocidad máxima operativa (Vno): 526 km/h (327 MPH; 284 kt) a 25000 pies (7600 m)
- Velocidad crucero (Vc): 364 km/h (226 MPH; 197 kt)
- Alcance: 5310 km (2867 nmi; 3299 mi)
- Techo de vuelo: 9020 m (29 593 ft)

### Armamento
- Ametralladoras: 

  - 10x Browning M2 de 12,7 mm
- Bombas: 

  - 2700 kg

## Aeronaves relacionadas

### Desarrollos relacionados
- B-17 Flying Fortress
- Boeing XB-39 Superfortress

### Aeronaves similares
- Martin XB-16
- Boeing Y1B-20

### Secuencias de designación
- Secuencia B-_ (Bombarderos del USAAC/USAAF/USAF, 1926-1962): ← B-35 - B-36 - B-37 - B-38 - B-39 - B-40 - B-41 →